# La urraca
La urraca (en francés: La Pie) es un óleo sobre lienzo del pintor impresionista francés Claude Monet, creado durante el invierno de 1868-1869 cerca de la comuna de Étretat en Normandía. El patrón de Monet, Louis Joachim Gaudibert, colaboró para arreglar una casa en Étretat para Camille Doncieux —la novia de Monet— y su hijo recién nacido, lo que permitió a Monet pintar con relativa comodidad, rodeado de su familia.
Entre 1867 y 1893, Monet y sus colegas impresionistas Alfred Sisley y Camille Pissarro pintaron cientos de paisajes que ilustran el efecto natural de la nieve (effet de neige). Pinturas de invierno similares de menor cantidad fueron producidas por Pierre-Auguste Renoir, Gustave Caillebotte y Paul Gauguin. Los historiadores de arte creen que una serie de inviernos severos en Francia contribuyó a un aumento en el número de paisajes invernales producidos por los impresionistas.
La urraca es una de los casi 140 paisajes nevados producidos por Monet. Su primer paisaje nevado, Un carro en el camino nevado en Honfleur, fue pintado en algún momento de 1865 o 1867, seguido de una notable serie de paisajes nevados en el mismo año, comenzando por el Camino por la granja de Saint-Siméon en invierno. La urraca fue terminada en 1869 y es la pintura invernal más grande de Monet. Fue seguido por El cabo rojo (1869-1871), tal pintura solo se conoce por Camille Doncieux.

## Descripción
El lienzo ilustra una urraca negra solitaria encaramada sobre una puerta en una alambrada de zarzo. La luz del sol brilla sobre la nieve recién caída creando sombras azules. La pintura ofrece uno de los primeros ejemplos del uso de Monet de sombras coloreadas, que más tarde serían asociadas con el movimiento impresionista. Monet y los impresionistas utilizaron sombras de colores para representar las condiciones cambiantes realistas de luz y sombra tal como se ve en la naturaleza y desafiaron la convención académica de pintar sombras negras. Esta teoría subjetiva de la percepción del color se introdujo en el mundo del arte por medio de las obras de Johann Wolfgang von Goethe y Michel Eugène Chevreul a principios de siglo.
En ese momento, el innovador uso de la luz y color por Monet condujo a su rechazo por el Salón de París de 1869. Hoy en día, los historiadores de arte clasifican a La urraca como una de las mejores pinturas paisajes de nevados de Monet. La pintura era poseída por una empresa privada hasta el Musée d'Orsay la adquirió en 1984; se considera una de las pinturas más populares de su colección permanente.